# Amt Rehbrücke
Das Amt Rehbrücke war ein 1992 gebildetes Amt, in dem sechs Gemeinden im Osten des damaligen Kreis Potsdam (heute Landkreis Potsdam-Mittelmark, Brandenburg) zu einem Verwaltungsverbund zusammengeschlossen waren. Sitz der Amtsverwaltung war in Bergholz-Rehbrücke. Das Amt Rehbrücke wurde 2003 wieder aufgelöst. Es hatte Ende 2002 8613 Einwohner.

## Geographische Lage
Das Amt Rehbrücke grenzte im Norden an die Landeshauptstadt Potsdam und das Amt Stahnsdorf, im Osten an das Amt Ludwigsfelde-Land, im Südosten und Süden an das Amt Trebbin und im Westen an das Amt Michendorf.

## Geschichte
Am 31. August 1992 erteilte der Innenminister des Landes Brandenburg Alfred Ziel seine Zustimmung zur Bildung des Amtes Rehbrücke mit Sitz in Bergholz-Rehbrücke. Als Zeitpunkt des Zustandekommen des Amtes wurde der 15. September 1992 festgelegt. Die Zustimmung zur Bildung des Amtes war zunächst befristet bis zum 15. September 1994. Zum Zeitpunkt der Gründung umfasste das Amt die fünf Gemeinden aus dem damaligen Kreis-Potsdam-Land:
1. Bergholz-Rehbrücke
2. Fahlhorst
3. Nudow
4. Saarmund
5. Tremsdorf
6. Philippsthal (Die Gemeinde, ebenfalls aus dem damaligen Kreis Potsdam-Land, wurde dem Amt Rehbrücke per §1 Abs. 4 der Amtsordnung des Landes Brandenburg zugeordnet.)

Das Amt Rehbrücke hatte Ende 1992 4810 Einwohner und verfehlte damit die vom Innenministerium vorgegebenen Richtwert von 5000 Einwohnern für ein Amt. Die Befristung der Zustimmung wurde ab dem 3. August 1994 aufgehoben.
In einer Bekanntmachung vom 18. April 2002 genehmigte das Ministerium des Innern des Landes Brandenburg die Bildung einer neuen Gemeinde Nuthetal aus den Gemeinden Bergholz-Rehbrücke, Fahlhorst, Nudow, Philippsthal, Saarmund und Tremsdorf. Der Zusammenschluss wurde aber erst zum 26. Oktober 2003 rechtswirksam, die Gemeinde Nuthetal amtsfrei, und das Amt Rehbrücke wurde aufgelöst. Die Einwohnerzahl des Amtes verdoppelte sich fast in den elf Jahren des Bestehens des Amtes auf 8613 Einwohner (Stand Ende 2002).
| Bevölkerungsentwicklung von 1992 bis 2002 | Bevölkerungsentwicklung von 1992 bis 2002 | Bevölkerungsentwicklung von 1992 bis 2002 | Bevölkerungsentwicklung von 1992 bis 2002 | Bevölkerungsentwicklung von 1992 bis 2002 | Bevölkerungsentwicklung von 1992 bis 2002 | Bevölkerungsentwicklung von 1992 bis 2002 | Bevölkerungsentwicklung von 1992 bis 2002 | Bevölkerungsentwicklung von 1992 bis 2002 | Bevölkerungsentwicklung von 1992 bis 2002 | Bevölkerungsentwicklung von 1992 bis 2002 | Bevölkerungsentwicklung von 1992 bis 2002 |
| ----------------------------------------- | ----------------------------------------- | ----------------------------------------- | ----------------------------------------- | ----------------------------------------- | ----------------------------------------- | ----------------------------------------- | ----------------------------------------- | ----------------------------------------- | ----------------------------------------- | ----------------------------------------- | ----------------------------------------- |
| Jahr                                      | 1992                                      | 1993                                      | 1994                                      | 1995                                      | 1996                                      | 1997                                      | 1998                                      | 1999                                      | 2000                                      | 2001                                      | 2002                                      |
| Einwohner                                 | 4810                                      | 4938                                      | 5244                                      | 5724                                      | 6555                                      | 7320                                      | 7965                                      | 8332                                      | 8468                                      | 8567                                      | 8613                                      |

## Wappen
Das Amt Rehbrücke führte ein „redendes“ Wappen die sechs Ähren standen für die sechs Gemeinden mit der Landwirtschaft als Haupterwerbszweig. Die „Brücke mit den Rehbocksgehörn“ wies auf den Namen des Amtes hin.